# Arne Rettedal

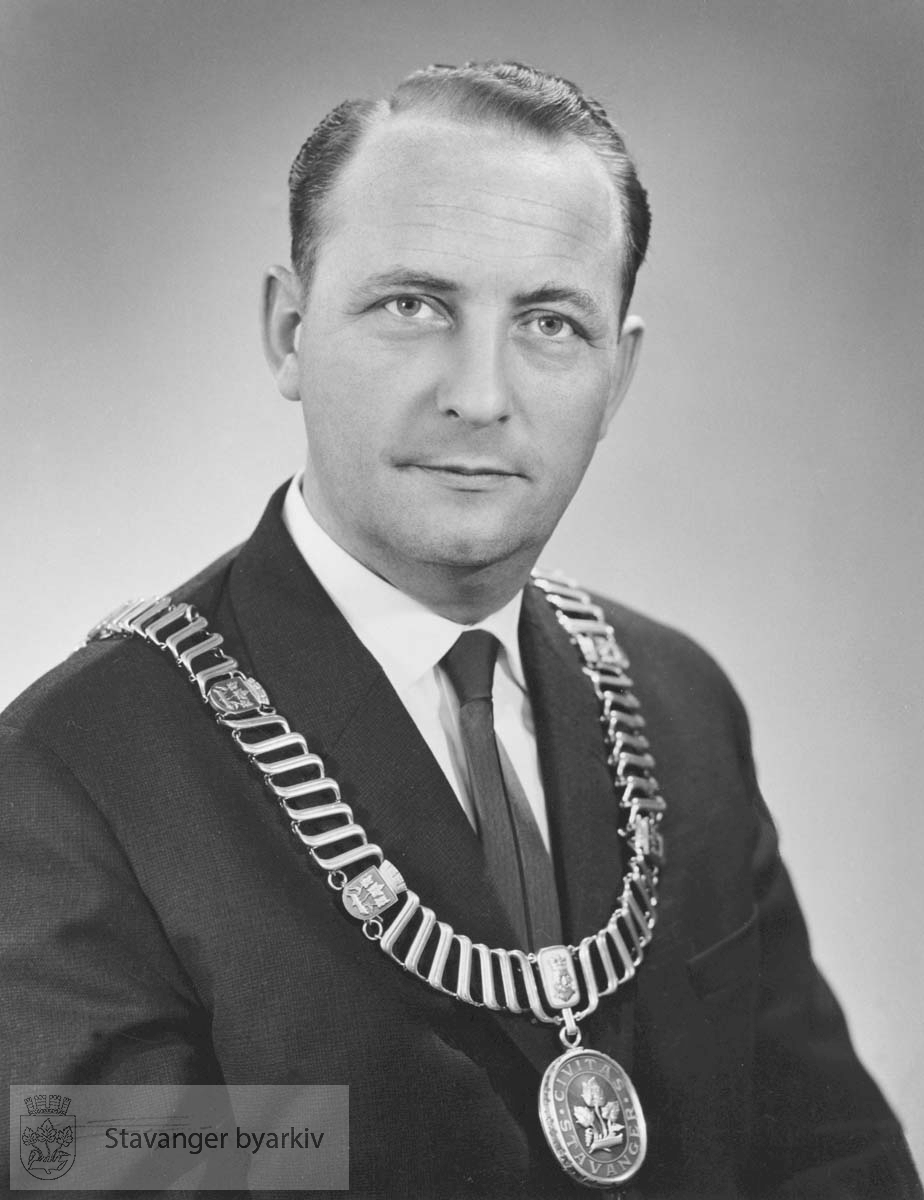
Arne Rettedal

Arne Rettedal (* 25. Juli 1926 in Madla, Stavanger, Fylke Rogaland; † 28. Dezember 2001 in Stavanger) war ein norwegischer Unternehmer und Politiker der Høyre, der zwischen 1981 und 1986 Minister für Kommunales und Arbeit in der Regierung von Ministerpräsident Kåre Willoch war. Er war darüber hinaus zwischen 1965 und 1967 und erneut von 1972 bis 1981 Bürgermeister von Stavanger sowie zwischen 1988 und 1991 Regierungspräsident (Fylkesordfører) des Fylke Rogaland. Ferner war er zwischen 1990 und 1995 Vorstandsvorsitzender des staatlichen Eisenbahnunternehmens Norges Statsbaner und legte in dieser Zeit die Grundlagen für die Privatisierung des Unternehmens 1996.

## Leben

### Ingenieur und zweimaliger Bürgermeister von Stavanger
Rettedal begann nach dem Besuch der St. Svithun Videregående Skole 1953 ein Studium der Ingenieurwissenschaften an der Norwegischen Technischen Hochschule NTH (Norges Tekniske Høgskole), das er 1957 als Sivilingeniør (Siv. Ing.) abschloss. Danach war er zunächst als Ingenieur bei dem Unternehmen Boy & Waage tätig, ehe er 1961 ein eigenes Ingenieur-Beratungsbüro begründete und dieses bis 1995 betrieb.
Seine politische Laufbahn begann er in der Kommunalpolitik, als er für die konservative Høyre 1960 zum Mitglied des Gemeinderates von Madla gewählt wurde und diesem bis 1964 angehörte. Zuletzt war er 1964 Ortsvorsteher von Madla.
1965 wurde Rettedal erstmals zum Mitglied des Stadtrates von Stavanger gewählt und gehörte diesem bis 1981 an. 1965 wurde er als Nachfolger von Jan Johnsen zum ersten Mal Bürgermeister von Stavanger und übte dieses Amt bis zu seiner Ablösung durch Leif Larsen 1968 aus. Daneben war er von 1967 bis 1981 Mitglied des Provinzparlaments (Fylkesting) von Rogaland sowie während dieser Zeit zwischen 1967 und 1971 Vize-Regierungspräsident von Rogaland.
Als Nachfolger von Leif Larsen wurde Rettedal 1972 erneut Bürgermeister von Stavanger und bekleidete diese Funktion bis 1981. Sein Nachfolger wurde 1982 sein Parteifreund Kari Thu. Als Bürgermeister setzte er sich maßgeblich für die Ausweitung der Raffinerien und Unternehmen für das 300 km vor der Küste geförderte Nordseeöl in der Stadt ein.

### Minister, Fylkesordfører und Vorstandsvorsitzender der NSB
Am 14. Oktober 1981 wurde Rettedal von Ministerpräsident Kåre Willoch als Minister für Kommunales und Arbeit (Kommunal- og Arbeidsminister) in dessen Regierung berufen, der er bis zum Ende von Willochs Amtszeit am 9. Mai 1986 angehörte. Als Kommunalminister befasste er sich auch maßgeblich mit Fragen der Wohnungsbaupolitik und leitete die Auflösung kommunaler Wohnungsgenossenschaften ein.
1988 wurde er erneut zum Mitglied des Fylkesting von Rogaland gewählt und vertrat in diesem bis zu seinem Tod 2001 die Interessen der Høyre. Zugleich wurde er 1988 als Nachfolger seines Parteifreundes Lars Vaage Fylkesordfører von Rogaland und damit Regierungspräsident dieser Provinz. In dieser Funktion amtierte er bis 1991 und wurde 1992 von Odd Arild Kvaløy von der Senterpartiet abgelöst.
Zuletzt war er zwischen 1990 und 1995 Vorstandsvorsitzender des staatlichen Eisenbahnunternehmens NSB (Norges Statsbaner) und legte in dieser Zeit die Grundlagen für die Privatisierung des Unternehmens 1996.